# Unterseeboot 636
L'Unterseeboot 636 ou U-636 est un sous-marin allemand (U-Boot) de type VIIC utilisé par la Kriegsmarine pendant la Seconde Guerre mondiale.
Le sous-marin est commandé le 20 janvier 1941 à Hambourg (Blohm & Voss), sa quille posée le 2 octobre 1941, il est lancé le 25 juin 1942 et mis en service le 20 août 1942, sous le commandement de l'Oberleutnant zur See Hans Hildebrandt.
Il coule grenadé par la Royal Navy, en avril 1945.

## Conception
Unterseeboot type VII, l'U-636 avait un déplacement de 769 tonnes en surface et 871 tonnes en plongée. Il avait une longueur totale de 67,10 m, un maître-bau de 6,20 m, une hauteur de 9,60 m et un tirant d'eau de 4,74 m. Le sous-marin était propulsé par deux hélices de 1,23 m, deux moteurs diesel Germaniawerft M6V 40/46 de 6 cylindres en ligne de 1 400 cv à 470 tr/min, produisant un total de 2 060 à 2 350 kW en surface et de deux moteurs électriques BBC GG UB 720/8 de 375 cv à 295 tr/min, produisant un total 550 kW, en plongée. Le sous-marin avait une vitesse en surface de 17,7 nœuds (32,8 km/h) et une vitesse de 7,6 nœuds (14,1 km/h) en plongée. Immergé, il avait un rayon d'action de 80 milles marins (150 km) à 4 nœuds (7,4 km/h; 4,6 milles par heure) et pouvait atteindre une profondeur de 230 m. En surface son rayon d'action était de 8 500 milles nautiques (soit 15 700 km) à 10 nœuds (19 km/h). 
L'U-636 était équipé de cinq tubes lance-torpilles de 53,3 cm (quatre montés à l'avant et un à l'arrière) qui contenait quatorze torpilles. Il était équipé d'un canon de 8,8 cm SK C/35 (220 coups) et d'un canon antiaérien de 20 mm Flak. Il pouvait transporter 26 mines TMA ou 39 mines TMB. Son équipage comprenait 4 officiers et 40 à 56 sous-mariniers.

## Historique
Il achève sa période d'entraînement à la 5. Unterseebootsflottille le 31 mars 1943, rejoignant son unité de combat dans la 11. Unterseebootsflottille et dans la 13. Unterseebootsflottille à partir du 1er novembre 1943.
Lors de sa deuxième patrouille, le 23 août, l'U-636 mouille des mines en Mer de Barents. Le 6 septembre 1943 à 18 h 15, un navire marchand soviétique coule à cause de ces mines à environ 5 milles à l'ouest de l'île de Krestovyj dans l'estuaire Enisej, par treize mètres de profondeur. Le naufrage fait deux morts parmi l'équipage.
Il est ensuite affecté dans l'Océan Arctique jusqu'à avril 1945, sans connaître aucun succès dans sa participation active aux attaques de convois.
Le 20 juillet 1944 à 3 h 10, il est attaqué en Mer de Norvège par B-24 Liberator équipé du Leigh light du No. 86 Squadron RAF (en). L'avion est touché par la flak avant de pouvoir larguer des charges de profondeur. Il rentre à sa base avec deux moteurs après que l'équipage se soit délesté du surplus de poids, y compris des armes et des munitions.
Du 9 au 14 octobre 1944 le sous-marin installe une station météorologique clandestine à Hopen Island. Le 10 décembre 1944, il approvisionne l'équipe d'une station météo au Spitzberg.
Le 13 décembre 1944, quatre hommes d'équipage sont blessés par mitraillage lors d'une attaque aérienne.
Le 29 janvier 1945, l'U-636 est bombardé par une batterie côtière allemande à Stavanger, en Norvège, sans dommage.
L'U-636 coule le 21 avril 1945, dans l'Atlantique Nord au nord-ouest de l'Irlande à la position 55° 50′ N, 10° 31′ O, par des charges de profondeur des frégates britanniques HMS Bazely (K311) (en), HMS Drury (K316) (en) et HMS Bentinck (K314) (en).
Les quarante-deux membres d'équipage meurent dans cette attaque.

## Affectations
- 5. Unterseebootsflottille du 20 août 1942 au 31 mars 1943 (Période de formation).
- 11. Unterseebootsflottille du 1er avril 1943 au 31 octobre 1943 (Unité combattante).
- 13. Unterseebootsflottille du 1er novembre 1943 au 21 avril 1945 (Unité combattante).

## Commandement
- Kapitänleutnant Hans Hildebrandt du 20 août 1942 au 14 février 1944.
- Oberleutnant zur See Eberhard Schendel du 15 février 1944 au 21 avril 1945.

## Patrouilles
|       | Commandant              | Départ            | Départ          | Arrivée           | Arrivée    | Jours     | Succès  |
| ----- | ----------------------- | ----------------- | --------------- | ----------------- | ---------- | --------- | ------- |
|       | Kptlt. Hans Hildebrandt | 17 avril 1943     | Kiel            | 20 avril 1943     | Bergen     | 4 jours   |         |
|       | Kptlt. Hans Hildebrandt | 24 avril 1943     | Bergen          | 28 avril 1943     | Trondheim  | 5 jours   |         |
| 1     | Kptlt. Hans Hildebrandt | 2 mai 1943        | Trondheim       | 8 juin 1943       | Bergen     | 38 jours  |         |
|       | Kptlt. Hans Hildebrandt | 24 juillet 1943   | Bergen          | 27 juillet 1943   | Narvik     | 4 jours   |         |
|       | Kptlt. Hans Hildebrandt | 28 juillet 1943   | Narvik          | 31 juillet 1943   | Hammerfest | 4 jours   |         |
| 2     | Kptlt. Hans Hildebrandt | 31 juillet 1943   | Hammerfest      | 7 août 1943       | Narvik     | 8 jours   | 7 169   |
|       | Kptlt. Hans Hildebrandt | 14 août 1943      | Narvik          | 16 août 1943      | Hammerfest | 3 jours   |         |
| 3     | Kptlt. Hans Hildebrandt | 17 août 1943      | Hammerfest      | 30 août 1943      | Narvik     | 14 jours  |         |
|       | Kptlt. Hans Hildebrandt | 5 septembre 1943  | Narvik          | 9 septembre 1943  | Bergen     | 5 jours   |         |
|       | Kptlt. Hans Hildebrandt | 24 octobre 1943   | Bergen          | 25 octobre 1943   | Trondheim  | 2 jours   |         |
|       | Kptlt. Hans Hildebrandt | 27 octobre 1943   | Trondheim       | 31 octobre 1943   | Narvik     | 5 jours   |         |
|       | Kptlt. Hans Hildebrandt | 2 novembre 1943   | Narvik          | 3 novembre 1943   | Hammerfest | 2 jours   |         |
| 4     | Kptlt. Hans Hildebrandt | 6 novembre 1943   | Hammerfest      | 17 novembre 1943  | Hammerfest | 12 jours  |         |
|       | Kptlt. Hans Hildebrandt | 18 novembre 1943  | Hammerfest      | 19 novembre 1943  | Tromsö     | 2 jours   |         |
|       | Kptlt. Hans Hildebrandt | 21 novembre 1943  | Tromsö          | 22 novembre 1943  | Hammerfest | 2 jours   |         |
| 5     | Kptlt. Hans Hildebrandt | 23 novembre 1943  | Hammerfest      | 27 décembre 1943  | Hammerfest | 35 jours  |         |
| 6     | Kptlt. Hans Hildebrandt | 30 décembre 1943  | Hammerfest      | 8 janvier 1944    | Narvik     | 10 jours  |         |
| 7     | Kptlt. Hans Hildebrandt | 26 janvier 1944   | Narvik          | 2 février 1944    | Hammerfest | 8 jours   |         |
|       | Kptlt. Hans Hildebrandt | 4 février 1944    | Hammerfest      | 5 février 1944    | Narvik     | 2 jours   |         |
|       | Kptlt. Hans Hildebrandt | 8 février 1944    | Narvik          | 11 février 1944   | Trondheim  | 4 jours   |         |
|       | Oblt. Eberhard Schendel | 31 mars 1944      | Trondheim       | 2 avril 1944      | Narvik     | 3 jours   |         |
| 8     | Oblt. Eberhard Schendel | 8 avril 1944      | Narvik          | 3 mai 1944        | Narvik     | 26 jours  |         |
|       | Oblt. Eberhard Schendel | 5 mai 1944        | Narvik          | 7 mai 1944        | Trondheim  | 3 jours   |         |
|       | Oblt. Eberhard Schendel | 23 juin 1944      | Trondheim       | 24 juin 1944      | Narvik     | 2 jours   |         |
| 9     | Oblt. Eberhard Schendel | 27 juin 1944      | Narvik          | 23 juillet 1944   | Harstad    | 27 jours  |         |
|       | Oblt. Eberhard Schendel | 24 juillet 1944   | Harstad         | 24 juillet 1944   | Narvik     | 1 jours   |         |
| 10    | Oblt. Eberhard Schendel | 25 août 1944      | Narvik          | 12 septembre 1944 | Narvik     | 19 jours  |         |
|       | Oblt. Eberhard Schendel | 16 septembre 1944 | Narvik          | 18 septembre 1944 | Tromsö     | 3 jours   |         |
| 11    | Oblt. Eberhard Schendel | 25 septembre 1944 | Tromsö          | 3 octobre 1944    | Tromsö     | 9 jours   |         |
| 12    | Oblt. Eberhard Schendel | 6 octobre 1944    | Tromsö          | 12 novembre 1944  | Tromsö     | 38 jours  |         |
|       | Oblt. Eberhard Schendel | 14 novembre 1944  | Tromsö          | 16 novembre 1944  | Bogenbucht | 3 jours   |         |
| 13    | Oblt. Eberhard Schendel | 4 décembre 1944   | Bogenbucht (de) | 16 décembre 1944  | Kilbotn    | 13 jours  |         |
| 14    | Oblt. Eberhard Schendel | 25 décembre 1944  | Kilbotn         | 30 janvier 1945   | Narvik     | 37 jours  |         |
|       | Oblt. Eberhard Schendel | 1er février 1945  | Narvik          | 3 février 1945    | Trondheim  | 3 jours   |         |
| 15    | Oblt. Eberhard Schendel | 1er avril 1945    | Trondheim       | 21 avril 1945     | Coulé      | 21 jours  |         |
| Total | Total                   | Total             | Total           | Total             | Total      | 377 jours | 7 169 t |

Note : Kptlt. = Kapitänleutnant - Oblt. = Oberleutnant zur See

### Opérations Wolfpack
L'U-636 opéra avec les Rudeltaktik (meute de loups) durant sa carrière opérationnelle.
- Iller (12-15 mai 1943)
- Donau 1 (15-26 mai 1943)
- Isegrim (1er-7 janvier 1944)
- Donner (11-20 avril 1944)
- Donner & Keil (20 avril – 2 mai 1944)
- Trutz (28 juin – 10 juillet 1944).
- Dachs (1er-5 septembre 1944)
- Zorn (26 septembre – 1er octobre 1944)
- Grimm (1er-2 octobre 1944)
- Panther (16 octobre – 10 novembre 1944)
- Stier (4-15 décembre 1944)

## Navire coulé
L'U-636 coula 1 navire marchand de 7 169 tonneaux au cours des 15 patrouilles (377 jours en mer) qu'il effectua.
| Date             | Nom      | Nationalité      | Tonnage | Convoi | Fait         | Localisation         |
| ---------------- | -------- | ---------------- | ------- | ------ | ------------ | -------------------- |
| 6 septembre 1943 | Tbilissi | Union Soviétique | 7 169   | -      | Coulé (mine) | 72° 35′ N, 80° 36′ E |